# Gabriele Ciampi
Gabriele Ciampi (Roma, 1976) è un compositore e direttore d'orchestra italiano.

## Biografia
Ha studiato pianoforte e direzione d'orchestra all'Accademia Nazionale di Santa Cecilia, poi letteratura e cinema all'Università La Sapienza di Roma. Per una decina d'anni ha lavorato nell'azienda di famiglia, la "Ciampi Pianoforti" di Roma.
Nel 2012 si è trasferito negli Stati Uniti d'America stabilendosi a Los Angeles, dove l'anno successivo ha conseguito un Master in composizione musicale alla UCLA. Nel 2014 ha inviato il suo CD The Minimalist Evolution alla First Lady Michelle Obama, che lo ha ringraziato invitandolo alla Casa Bianca per eseguire alcuni suoi brani. 
Il concerto si è svolto l'8 dicembre 2015 nel foyer dello Studio Ovale, dove ha diretto la Chamber Orchestra della George Washington University in alcune sue composizioni, tra cui il "Concerto per pianoforte e orchestra in La maggiore", dedicato alla first lady. Oltre a Michelle e Barack Obama erano presenti membri dell'amministrazione Obama ed ambasciatori a Washington di vari paesi.
Gabriele Ciampi ha ottenuto vari riconoscimenti sia negli Stati Uniti che in Italia. Il governo degli Stati Uniti gli ha concesso la Green Card per Extraordinarity Ability, con la quale si ha diritto alla residenza permanente negli Stati Uniti, ed ha ricevuto il premio “Instrumental Artist of the Year” nell'ambito dei Los Angeles Music Awards. Gli è stato conferito il premio ‘Primi dieci under 40 2014’ assegnato dalla Primi Dieci Society in partnership con la Italy-America Chamber of Commerce of New York, riconoscimento assegnato ai dieci italiani residenti negli Stati Uniti che si sono distinti per la qualità dei loro progetti e per la professionalità dimostrata nel settore.
Nel 2016 viene invitato a suonare in Vaticano per Papa Francesco a cui dedicherà il brano 'Preludio per due violoncelli' ispirato ai 'messaggi' del santo Padre.
Dal 2018 è l'unico italiano a far parte della giuria dei Grammy Award.
Nel suo progetto propone il dialogo tra due generi, classico e pop, due artiste sul palco il soprano solista dell'Opera di Pechino Jihjie Jin e Teura, cantante pop.
In Italia è stato premiato con la medaglia “Eccellenza italiana”, conferita dal Senato della Repubblica.
Con la casa discografica Universal Music Group ha pubblicato quattro album: The Minimalist Evolution (2014), In Dreams Awake (2016), Hybrid (2018) e Opera (2020) composto durante il lockdown per la pandemia di COVID-19 e nel quale continua la sperimentazione tra elettronica e classica, inserendo sintetizzatori, chitarra, basso e batteria.
Nel 2020 la NASA sceglie Gabriele Ciampi per raccontare in note le immagini inedite delle missioni più importanti compiute negli ultimi 50 anni, affidandogli il compito di creare la colonna sonora del documentario Planets, uscito in tutto il mondo il 22 aprile 2022 in occasione della Giornata della Terra.
Come hobby, negli Stati Uniti, si è dediato alla carriera da arbitro calcistico nelle serie minori ed il 25 febbraio 2024, a causa di uno sciopero degli arbitri della MLS, è stato scelto per arbitrare la partita della maggiore lega professionistica americana tra LA Galaxy e Inter Miami.